# Iria Grandal
Iria Grandal, född 13 augusti 1990, är en spansk bågskytt. Hon deltog vid olympiska sommarspelen 2012.